# Perfluoro-2-butyltétrahydrofurane
Le perfluoro-2-butyltétrahydrofurane, généralement désigné commercialement par FC-75, est un composé organofluoré de formule chimique C4OF6(–CF2)4F. Il s'agit d'un liquide pratiquement insoluble dans l'eau, utilisé comme solvant et comme liquide de refroidissement. Il peut être produit par le même procédé de fluoration électrochimique que celui utilisé pour la synthèse de l'acide perfluorooctanoïque F(–CF2)7–COOH, mais cette méthode produit également de nombreux autres éthers fluorés isomères.
Compte tenu de sa capacité — partagée avec les fluorocarbures — à dissoudre de grandes quantités de dioxygène O2 et de dioxyde de carbone CO2, ce composé a également été utilisé pour des applications expérimentales de ventilation liquidienne.